# Supercoppa polacca 2018 (pallavolo femminile)
La Supercoppa polacca 2018 si è svolta il 28 ottobre 2018: al torneo hanno partecipato due squadre di club polacche e la vittoria finale è andata per la seconda volta consecutiva al Budowlani Łódź.

## Regolamento
Le squadre hanno disputato una gara unica.

## Squadre partecipanti
| Squadra        | Qualificazione                             | Ultima partecipazione   |
| -------------- | ------------------------------------------ | ----------------------- |
| Budowlani Łódź | Vincitrice Coppa di Polonia 2017-18        | Supercoppa polacca 2017 |
| Chemik Police  | Vincitrice Liga Siatkówki Kobiet 2017-2018 | Supercoppa polacca 2017 |

## Torneo
| 28 ottobre 2018 Łódź Sport Arena, Łódź Durata: ? - Spettatori: 2 109 | Budowlani Łódź | 3 - 2 | Chemik Police | 25-21, 20-25, 20-25, 25-19, 15-9 |